# Myron Coureval Fagan
Myron Coureval Fagan (ur. 31 października 1887, zm. 12 maja 1972) − amerykański pisarz, producent i reżyser filmowo-teatralny.

## Życiorys
Przyjechał na Broadway w 1907 r. i wkrótce został jednym z najmłodszych dramaturgów amerykańskich. Słynne postacie, z którymi współpracował, to m.in. Alla Nazimova, Douglas Fairbanks i John Barrymore. 
Fagan jest autorem licznych opracowań przedstawiających krytyczną analizę komunizmu, tajnych stowarzyszeń i Rady Stosunków Międzynarodowych (ang. Council on Foreign Relations - CFR).